# 谢道时
谢道时（1948年3月16日—2016年8月4日），台湾生物化学家，第二十九屆中央研究院院士，2009年起任中央研究院细胞与个体生物学研究所所长。

## 生平
谢道时1970年畢業於中華民國國立台灣大學化學系。1977年获加州大学伯克利分校生物物理化学博士学位，1986年起在杜克医学中心任教职。2012年当选为中央研究院院士，2013年又當選世界科学院院士。他的团队专注于基因体稳定性和老化现象的分子机制研究。
他的妻子楊愛莉，是同為中央研究院院士的台灣生物化學家劉昉的妻子楊愛蘭的妹妹。